# Takumi Shima
Takumi Shima (jap. 島 卓視, Shima Takumi; * 3. Oktober 1967 in der Präfektur Tokushima) ist ein ehemaliger japanischer Fußballspieler.

## Karriere
Shima erlernte das Fußballspielen in der Schulmannschaft der Tokushima Commercial High School. Seinen ersten Vertrag unterschrieb er 1986 bei Mazda. Der Verein spielte in der höchsten Liga des Landes, der Japan Soccer League. 1987 erreichte er das Finale des Kaiserpokal. Am Ende der Saison 1987/88 stieg der Verein in die Division 2 ab. 1990/91 wurde er mit dem Verein Vizemeister der Division 2 und stieg in die Division 1 auf. Mit Gründung der Profiliga J.League 1992 und der damit verbundenen Neuorganisation des japanischen Fußballs wurde Mazda zu Sanfrecce Hiroshima. 1994 wurde er mit dem Verein Vizemeister der J1 League. Für den Verein absolvierte er 71 Erstligaspiele. Ende 1995 beendete er seine Karriere als Fußballspieler.

## Erfolge
Mazda/Sanfrecce Hiroshima
- J1 League

Vizemeister: 1994
- Kaiserpokal

Finalist: 1987, 1995